# 聖哥達山口
聖哥達山口（德語：Gotthardpass）是連接瑞士烏里州和提契諾州的山口，海拔2,108公尺。不但連接瑞士德語區和意大利語區，更可進一步連接意大利的金融中心米蘭。